# Бошняк, Иван Константинович
Ива́н Константи́нович Бошня́к (1717 — 6 января 1791, Саратов) — комендант Саратова в 1773—1788 годах (с перерывом в 1774—1782 годах).

## Биография
Отец Бошняка, Константин Кондосколиди, выходец из Греции, прибыл в Россию в 1711 году в свите Дмитрия Кантемира и умер в Нежине. После его смерти осталось двое малолетних детей, Иван и Николай. Фамилия «Бошняк» пришла Ивану от его крёстного отца.
В 15 лет Бошняк поступил в службу солдатом, в русско-турецкую войну 1735—1739 года брал Перекоп и Очаков.
Участвовал в войне со Швецией и в Семилетней войне (участвовал в битве при Гросс-Егерсдорфе и Цорндорфе).

### Пугачёвский бунт
В 1773 году Бошняк был назначен комендантом Саратова. В 1774 году в окрестностях Саратова объявилась армия Пугачёва. В то время в Саратове находился Гавриил Державин, который был послан в Малыковку (ныне Вольск) для борьбы с Пугачёвым. 1 августа в Саратове состоялось совещание, в ходе которого Державин утверждал, что около конторских магазинов (нынешняя Соляная улица, внутри тогдашнего Саратова) нужно построить укрепления, перенести туда казну, лодки на Волге уничтожить, а на берегу поставить артиллерию и идти навстречу Пугачёву. Однако Бошняк отказался оставлять крепость. В ходе спора Державин настолько разгорячился, что угрожал Бошняку арестом. Однако тот не испугался и продолжал отстаивать свою точку зрения. Державин предложил всем городским обывателям пойти на земляные работы. 4 августа стало известно, что Пугачёв, взяв Пензу, двинулся к Петровску, и Державин отправился туда, чтобы вывезти городскую казну, порох и пушки. Однако Пугачёв успел раньше, и Державину едва удалось скрыться от него. 5 августа Державин бежал из Саратова Бошняк безуспешно попытался исправить разваливающийся городской вал..
В тот же день к Саратову двинулся Пугачёв с 450 казаками, 13 пушками и до 10000 крестьян, из которых были достаточно вооружены 2000. 6 августа Пугачёв встал в трёх верстах от Саратова. Казаки, посланные Бошняком для поимки языка, переметнулись на сторону Пугачёва, горожане тайно послали к нему купца Кобякова. Некоторые пугачёвцы подъехали к крепости и стали разговаривать с солдатами. Бошняк приказал открыть огонь, но горожане запротестовали, потребовав дожидаться возвращения Кобякова. Бошняк разозлился, узнав, что горожане без его ведома вступили в контакт с Пугачёвым и, когда Кобяков вернулся с письмом, Бошняк вырвал и растоптал его, а Кобякова арестовал. Купцы потребовали освободить его, и Бошняк согласился. Тем временем Пугачёв занял Соколовую гору и стал обстреливать город. Бошняк приказал выпалить из мортиры; бомба не долетела пятидесяти сажен. Когда войско Пугачёва бросилось с горы на крепость, оно было отброшено артиллерийским огнём, но триста артиллеристов внезапно изменили и передались Пугачёву. Когда сам Пугачёв двинулся к городу, Бошняк попытался с одним батальоном отбить атаку: майору Салманову он приказал ударить по Пугачёву с одной половиной батальона, но, подумав, что тот также может переметнуться, отстранил от командования. Майор Бутырин заступился за него, и Бошняк опять уступил, оставив Салманова на месте. Второй половине батальона он приказал выходить из крепости, но в этот момент Салманов с его войском изменил. Бошняку осталось верно 60 человек солдат и офицеров. Отправив по Волге в Астрахань канцелярию и казну, сам он двинулся в Царицын, куда добрался 11 августа.
21 августа Пугачёв попытался штурмовать Царицын, но был отбит, понёс большие потери и удалился за 8 вёрст от крепости. На следующий день Бошняк отбил атаку Пугачёва со стороны Волги. Узнав о приближении правительственных войск, Пугачёв удалился к Сарепте.

### После бунта
В 1775 году Екатерина II пожаловала Бошняка деревнями. В 1782 году снова стал комендантом Саратова и исправлял эти обязанности до 6 июля 1788 года, когда Бошняк вышел в отставку в чине полковника. 6 января 1791 года Бошняк скончался. Перед гробом ехал эскадрон казаков со знаменем, позади него гарнизонный батальон. Духовая музыка играла траурный марш. Похоронен Бошняк был на погосте женского Крестовоздвиженского монастыря. Могила его не сохранилась.

## Личность Бошняка
В послужном списке Бошняка было сказано, что тот «по-российски, гречески, волошски, турецки читать и писать умеет и по арихметике считать знает». По-русски Бошняк говорил с акцентом, на письме заменял «ч» на «ц». Современники вспоминали о нём как о честном человеке, верном долгу; он носил прозвище «пречестные усы». Пушкин в «Истории Пугачёва» называл его «храбрый Бошняк».

## Семья
Жена: Анна Даниловна Фон-Шредерс, уроженка Митавы.
Дети:
- Карл, премьер-майор. У него сын: Александр — ботаник.
- Николай, себежский городничий
- Мария
- Софья[1].

## Портрет Бошняка
Портрет (см. в начале статьи) был написан в 1760—1764 годах, в 1899 году был передан правнуком Бошняка в Радищевский музей с запиской: «Прошу извинить, что в скромном моём подношении Вы не найдёте художественности. Единственное достоинство — это сходство с оригиналом». На портрете Бошняк изображён в форме подполковника Новосербского пандурского полка. Скорее всего, портрет не был написан профессиональным художником; тем не менее, этот портрет — яркий образец «провинциального портрета».